# Cereus hankeanus
Cereus hankeanus là một loài thực vật có hoa trong họ Cactaceae. Loài này được F.A.C.Weber ex K.Schum. mô tả khoa học đầu tiên năm 1897.